# Trey McBride
Pour les articles homonymes, voir Trey et McBride.
(en) Statistiques sur pro-football-reference
Trey McBride (né le 22 novembre 1999 à Greeley au Colorado) est un sportif professionnel américain de football américain évoluant au poste de tight end. 
Il joue depuis la saison 2022 pour la franchise des Cardinals de l'Arizona dans la National Football League (NFL).
Au niveau universitaire, il a joué pour les Rams de Colorado State pendant quatre ans avant d'être choisi par les Cardinals au 55e rang lors de la draft 2022 de la NFL.

## Biographie

### Jeunesse
Natif de Greeley au Colorado, McBride est le fils de Kate et Jen McBride. Plus tard, il devient le premier joueur de la NFL issue d'un mariage homosexuel. Étudiant à la Fort Collins High School, il est membre de l'équipe All-State au basket-ball, au baseball et au football américain. Recruté pour jouer au football américain par sept équipes de NCAA Division I, il s'engage avec l'équipe locale, les Rams de Colorado State, pour lesquels son frère Toby joue déjà. Il est le premier tight end de son lycée à s'engager avec les Rams depuis l'ancien joueur de la NFL Joel Dreessen.

### Carrière universitaire
McBride voit le terrain dès sa première année à Colorado State. C'est cependant durant sa seconde saison qu'il se fait remarqué avec 560 yards. Pour cette performance, il est nommé sur la première équipe All-Mountain West. Il est favori pour répéter l’exploit en 2020 avant que la saison soit repoussée par la pandémie de Covid-19, entre autres dû à la gestion interne par Colorado State qui est lourdement critiquée.
En réaction à cette nouvelle, McBride considère transféré à un autre programme avant de revenir sur cette décision. Après une saison raccourcie par la Covid en 2020, il se montre particulièrement dominant en 2021. Au début de la saison, il est l'un des tight end les plus productifs de la NCAA tout en étant la cible principale de son équipe par la passe. La chose est particulièrement évidente dans une rencontre contre les Rockets de Toledo où il produit 109 des 110 yards de son équipe. Sa saison continue à se rythme alors qu'il récolte 1 121 yards durant la saison, le cinquième  plus grand nombre de l'histoire de la FBS et la plus haute récolte de l'histoire de l'équipe. Ceci lui permet de remporter le John Mackey Award remit au meilleur tight end de la NCAA. Il est alors seulement le deuxième Rams à remporter un trophée majeur après Greg Myers en 1995. Ses statistiques sont cependant considérés comme amplifiées par des adversaires moindre. Sa taille est aussi considéré comme « acceptable » pour la NFL, mais son athlétisme est considéré comme moindre[style à revoir] que celui de Kyle Pitts et Pat Freiermuth, recrutés l'année précédente. Pour cette raison, il doit attendre le 55e rang pour être choisi par les Cardinals de l'Arizona, où il est projeté pour être le deuxième tight end de l'équipe derrière Zach Ertz. 

### Carrière professionnelle
McBride commence la saison derrière Ertz, mais ce dernier se blesse et doit rater une partie de la saison, donnant de l'expérience à McBride. Alors qu'Ertz continue de se remettre de ses blessures, McBride devient un joueur émergent durant sa seconde saison avec l'équipe en 2023, poussant l'équipe à libérer le vétéran Ertz. Durant la saison suivante, il continue à s'améliorer pour devenir l'un des meilleurs tight end de la ligue, dont le jeu est comparé au joueur vedette Travis Kelce. Malgré sa production offensive, McBride a de la difficulté à atteindre la zone des buts lors de cette saison. Dans une rencontre contre les Patriots, McBride bat un record en atteignant le plateau des 89 réceptions sans enregistrer un seul touché.
En parallèle, McBride devient un favori de la foule arizonienne, non seulement pour son jeu, mais pour sa personnalité caractérisée comme « émotive ». À la fin de la saison, McBride devient le premier Cardinal jouant comme tight end nommé au Pro Bowl depuis Jackie Smith en 1970. Le 3 avril 2025, il reçoit une extension de contrat de quatre ans d'une valeur de 76 000 000$ dont 43 000 000$ garantis. Sa valeur annuelle, 19 000 000$, est alors la plus haute pour un tight end dans l'histoire de la ligue. La signature de McBride était considéré comme une priorité pour le directeur général Monti Ossenfort.

## Statistiques

### Universitaires
| Année       | Équipe                 | Statut      | MJ |     | Passes réceptionnées | Passes réceptionnées | Passes réceptionnées | Passes réceptionnées |       | Courses | Courses | Courses | Courses |
| Année       | Équipe                 | Statut      | MJ | Nb. | Yards                | Moy.                 | TD                   | Nb.                  | Yards | Moy.    | TD      |         |         |
| 2018        | Rams de Colorado State | Fr.         | 12 | 07  | 089                  | 12,7                 | 1                    | 2                    | 03    | 1,5     | 0       |         |         |
| 2019        | Rams de Colorado State | Fr.         | 12 | 45  | 0560                 | 12,4                 | 4                    | 0                    | 0     | -       | -       |         |         |
| 2020        | Rams de Colorado State | Jr.         | 04 | 22  | 0330                 | 15,0                 | 4                    | 0                    | 0     | -       | -       |         |         |
| 2021        | Rams de Colorado State | Sr.         | 12 | 90  | 1 121                | 12,5                 | 1                    | 1                    | 69    | 69,0    | 1       |         |         |
| Totaux NCAA | Totaux NCAA            | Totaux NCAA | 40 | 164 | 2 100                | 12,8                 | 4                    | 3                    | 72    | 24,0    | 1       |         |         |

### Professionnelles
| Taille              | Poids           | Bras           | Main           | Sprint   | Sprint   | Sprint   | Shuttle 20 yards | 3 cones drill | Détente       | Détente            | Développé couché | Test Wonderlic |
| Taille              | Poids           | Bras           | Main           | 40 yards | 10 yards | 20 yards | Shuttle 20 yards | 3 cones drill | verticale     | horizontale        | Développé couché | Test Wonderlic |
| 1,92 m (6 ft 3⅝ in) | 112 kg (246 lb) | 83 cm (32½ in) | 26 cm (10⅛ in) | 4,56 s   | 1,60 s   | 2,61 s   | -                | -             | 84 cm (33 in) | 2,97 m (9 ft 9 in) | 18 repétitions   | -              |

| Année  | Équipe                 | MJ |     | Passes réceptionnées | Passes réceptionnées | Passes réceptionnées | Passes réceptionnées |       | Courses | Courses | Courses | Courses |
| Année  | Équipe                 | MJ | Nb. | Yards                | Moy.                 | TD                   | Nb.                  | Yards | Moy.    | TD      |         |         |
| 2022   | Cardinals de l'Arizona | 16 | 029 | 0265                 | 9,1                  | 1                    | 0                    | 0     | -       | -       |         |         |
| 2023   | Cardinals de l'Arizona | 17 | 081 | 0825                 | 10,2                 | 3                    | 0                    | 0     | -       | -       |         |         |
| 2024   | Cardinals de l'Arizona | 16 | 111 | 1 146                | 10,3                 | 2                    | 1                    | 02    | 2,0     | 1       |         |         |
| Totaux | Totaux                 | 49 | 221 | 2 236                | 10,1                 | 6                    | 1                    | 02    | 2,0     | 1       |         |         |